# Sulden
Sulden (Italiaans Solda) is een plaats (frazione) in de Italiaanse gemeente Stelvio in Zuid-Tirol.
Sulden ligt onder het bergmassief Ortler. In de winter is het een skioord waar van begin november tot in mei geskied kan worden. In de zomer kan er gewandeld worden. Bergbeklimmer Reinhold Messner hoedt er dan zijn jaks.